# Dinastia Antoninilor
Dinastia Antoninilor, sau dinastia antonină, a fost a treia dinastie a Imperiului Roman. Ea a fost reprezentată printr-o serie de șapte împărați romani care au domnit din anul 96 d.Hr. până în 192.
Numele dinastiei provine de la numele împăratului Antoninus Pius, (Titus Aurelius Fulvus Boionius Arrius Antoninus Pius, 138-161, al patrulea din „cei cinci împărați buni”), domnia lui fiind identificată cu apogeul dinastiei antonine și al întregului imperiu.
Primele cinci din cele șase succesiuni ale acestei dinastii au fost notabile și prin faptul că împăratul în exercițiu a adoptat candidatul ales de el pentru a-i fi succesor. Conform legii romane, o adopție ducea, din  punct de vedere juridic, la aceleași drepturi ca și în cazul filiației naturale. Din acest motiv, împărații de la Traian la Lucius Verus (inclusiv) mai sunt cunoscuți și sub numele de împărați adoptivi. Excepția făcută de Marcus Aurelius, care l-a desemnat ca succesor pe fiul său natural, Commodus, este considerată ca fiind o alegere neinspirată,  care a marcat începutul decăderii Imperiului Roman.
Cei șapte împărați care aparțin dinastiei Antoninilor sunt:
- Nerva  (96-98)
- Traian (98-117)
- Hadrian (117-138)
- Antoninus Pius (138-161)
- Marcus Aurelius (161-180)
- Lucius Verus (161-169), co-împărat cu Marcus Aurelius
- Commodus (180-192), fiul lui Marcus Aurelius

Primii cinci dintre ei sunt așa-zișii „cei cinci împărați buni”.